# Église Saint-Grégoire de Vabres
Pour les articles homonymes, voir Église Saint-Grégoire.
L'église Saint-Grégoire de Vabres est une église catholique située en France sur la commune d'Alleyras, dans la région Auvergne-Rhône-Alpes.

## Localisation
L'église est située dans le département français de la Haute-Loire, sur la commune d'Alleyras, dans l'ancienne région administrative d'Auvergne.

## Historique
Érigée aux XIe ou XIIe siècles, la chapelle castrale était située à proximité d'un itinéraire du chemin de Compostelle. Elle demeure le seul vestige du château, qui a été détruit. Pillée pendant la Révolution française et ultérieurement transformée en bergerie, la chapelle a été reconstruite avec une nef adoptant le style néogothique. Le chœur roman de la chapelle, avec sa voûte en cul-de-four en tuf, ainsi que son portail doté de trois voussures et de claveaux alternés, ont été préservés. Elle inclut également une abside édifiée selon le style roman auvergnat. 

## Description
Plusieurs éléments sont inscrits au titre des objets mobiliers :
- croix et hampe de procession[3] ;
- calice[4] ;
- patènes[5],[6] ;
- reliquaire[7] ;
- quatre chandeliers[8] ;
- tableau et son cadre : Vierge à l'Enfant avec ange au livre ouvert dite Madone de la Justice[9] ;
- statue : Saint Grégoire[10] ;
- reliquaire-monstrance de saint Grégoire[11].

## Protection
L'église, y compris son cimetière avec sa clôture, sont inscrits au titre des monuments historiques par arrêté du 19 mai 2003.